# Bahnstrecke Angerburg–Goldap
| Kursbuchstrecke: | DR: 118d (1934) 118f (1940) |                                                          |                                                          |
| Streckenlänge: | 49,9 km                     |                                                          |                                                          |
| Spurweite: | 1435 mm (Normalspur)        |                                                          |                                                          |
| |                             |                                                          |                                                          |
| \| \| \| von Schlobitten (Słobity) und Rastenburg (Kętrzyn) \| \| \| \| \| von Gumbinnen (Gussew) über Darkehmen/Angerapp (Osjorsk) \| \| \| \| 0,0 \| Angerburg \| (Węgorzewo) \| \| \| \| nach Lötzen (Giżycko) \| \| \| \| 4,8 \| Angerburg Stadtwald \| (Węgorzewo Miejski Las) \| \| \| 12,1 \| Buddern \| (Budry) \| \| \| 18,2 \| Popiollen/Albrechtswiesen \| (Popioły[1] oder Dąbrówka Polska)[2] \| \| \| 22,9 \| Benkheim \| (Banie Mazurskie) \| \| \| 30,6 \| Bodschwingken \| (Boćwinka) \| \| \| 36,6 \| Grabowen/Arnswald (Ostpr.) \| (Grabowo) \| \| \| 42,4 \| Jeblonsken/Urbansdorf \| (Jabłońskie) \| \| \| \| von Insterburg (Tschernjachowsk) \| \| \| \| 49,9 \| Goldap \| (Gołdap) \| \| \| \| nach Stallupönen/Ebenrode (Nesterow) \| \| \| \| \| nach Lyck (Ełk) \| \| |                             |                                                          |                                                          |
| Strecke (außer Betrieb) |                             | von Schlobitten (Słobity) und Rastenburg (Kętrzyn)       | von Schlobitten (Słobity) und Rastenburg (Kętrzyn)       |
| Abzweig geradeaus und von links (Strecke außer Betrieb) |                             | von Gumbinnen (Gussew) über Darkehmen/Angerapp (Osjorsk) | von Gumbinnen (Gussew) über Darkehmen/Angerapp (Osjorsk) |
| Bahnhof (Strecke außer Betrieb) | 0,0                         | Angerburg                                                | (Węgorzewo)                                              |
| Abzweig geradeaus und nach rechts (Strecke außer Betrieb) |                             | nach Lötzen (Giżycko)                                    | nach Lötzen (Giżycko)                                    |
| Haltepunkt / Haltestelle (Strecke außer Betrieb) | 4,8                         | Angerburg Stadtwald                                      | (Węgorzewo Miejski Las)                                  |
| Bahnhof (Strecke außer Betrieb) | 12,1                        | Buddern                                                  | (Budry)                                                  |
| Bahnhof (Strecke außer Betrieb) | 18,2                        | Popiollen/Albrechtswiesen                                | (Popioły oder Dąbrówka Polska)                           |
| Bahnhof (Strecke außer Betrieb) | 22,9                        | Benkheim                                                 | (Banie Mazurskie)                                        |
| Bahnhof (Strecke außer Betrieb) | 30,6                        | Bodschwingken                                            | (Boćwinka)                                               |
| Bahnhof (Strecke außer Betrieb) | 36,6                        | Grabowen/Arnswald (Ostpr.)                               | (Grabowo)                                                |
| Bahnhof (Strecke außer Betrieb) | 42,4                        | Jeblonsken/Urbansdorf                                    | (Jabłońskie)                                             |
| Abzweig geradeaus und von links (Strecke außer Betrieb) |                             | von Insterburg (Tschernjachowsk)                         | von Insterburg (Tschernjachowsk)                         |
| Bahnhof (Strecke außer Betrieb) | 49,9                        | Goldap                                                   | (Gołdap)                                                 |
| Abzweig geradeaus, nach links und von links (Strecke außer Betrieb) |                             | nach Stallupönen/Ebenrode (Nesterow)                     | nach Stallupönen/Ebenrode (Nesterow)                     |
| Strecke (außer Betrieb) |                             | nach Lyck (Ełk)                                          | nach Lyck (Ełk)                                          |

Die Bahnstrecke Angerburg–Goldap war eine Bahnstrecke in der Provinz Ostpreußen.

## Geschichte
Die Strecke entstand 1897 und verband in Ost-West-Richtung die beiden Kreisstädte Angerburg (polnisch Węgorzewo) und Goldap (polnisch Gołdap) miteinander. Beide Städte waren (oder wurden wenige Jahre später) Bahnknotenpunkte mit insgesamt fünf bzw. vier Bahnlinien in Nord-Süd- sowie Ost-West-Richtung. Sie unterstanden allesamt der Reichsbahndirektion Königsberg.
Anfang der 1940er Jahre befuhren vier Zugpaare täglich die Strecke.
Der Bahnbetrieb wurde im Rahmen der Kriegshandlungen 1945 eingestellt. Die Anlagen wurden bald nach Kriegsende demontiert und nicht wieder aufgebaut.